# Alfred Rosmer

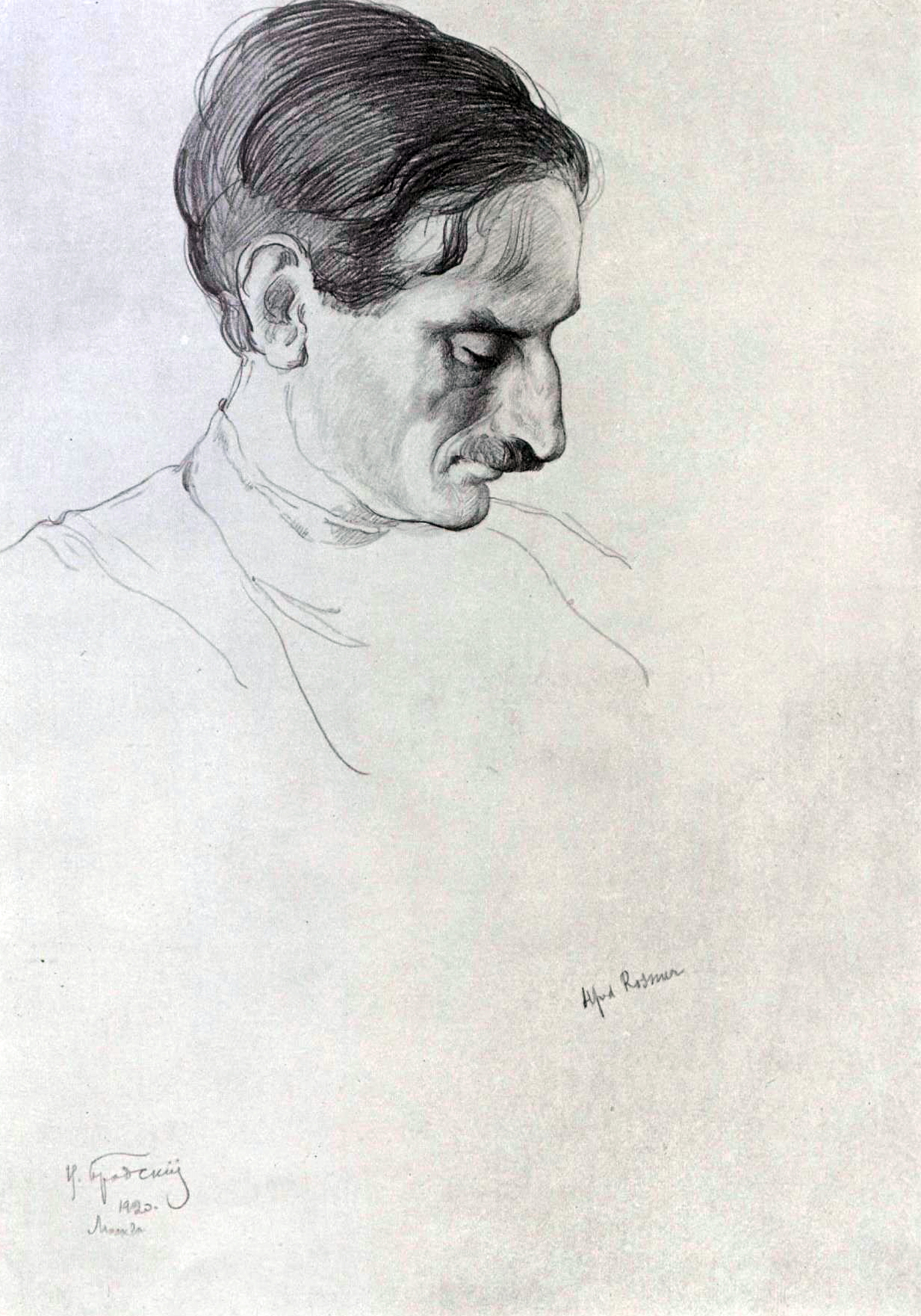
Autorretrato de Alfred Rosmer

Alfred Rosmer, nombre verdadero Alfred Griot, nacido en 1877 cerca de Nueva York y fallecido en 1964 en Créteil, Francia, fue un sindicalista que se ilustró en La Vie ouvrière, uno de los fundadores de la Tercera Internacional, miembro del politburó del partido comunista-SFIC (futuro PCF) entre 1922 y 1924, cercano a Trotski a partir de su exclusión en 1924, historiador del movimiento obrero.

## Biografía

### Infancia y juventud
Hasta los ocho años, el joven Alfred Griot vivía en Patterson, cerca de Nueva York donde su padre era barbero antes de instalar un salón en Montrouge en 1884. Su padre, dreyfusardo, pondrá L'Aurora a su barbería. Tras pasar sus exámenes y ejercer en varios pequeños trabajos, Alfred consiguió aprobar un concurso que le permitía convertirse en empleado en los despachos de los ayuntamientos parisinos.
Su principal biógrafo, Christian Gras, remarca que «la idea de hacer carrera fue, para él como para otros futuros militantes, de inteligencia excepcional y brillante, de vasta cultura, totalmente ajena a su concepción de la vida». Aprovecha, por tanto, su tiempo libre en interesarse en el teatro, la pintura y la literatura. Igualmente se siente atraído por las ideas revolucionarias. Contrario al parlamentarismo socialista, tiene una tendencia más anarquista. Se adhiere a movimientos como Montagne Sainte-Geneviève, Étudiants socialistes révolutionnaires y Étudiants socialistes révolutionnaires internationalistes.
De su infancia en los Estados Unidos, conserva el dominio de la lengua inglesa. Por añadidura, aprende el italiano y el ruso para leer a los autores que le interesan. En junio de 1906, Alfred firma su primer artículo en el periódico anarquista Les Temps nouveaux, una crítica teatral sobre Ibsen. El teatro será una pasión que no abandonará jamás.

### La Vie ouvrière
Alfred se había adherido en 1899 al primer sindicato de empleados de prefectura. Se aleja lentamente del anarquismo para acercarse al sindicalismo revolucionario y firma sus primeros artículos, siempre sobre teatro en el periódico La Vie ouvrière, el periódico de la CGT que Pierre Monatte había fundado en 1909. A partir de 1913, forma parte del "núcleo" (nmombre del grupo de dirección oficioso) del periódico, firmando con el seudónimo de Alfred Rosmer. Es especialista en Inglaterra y Estados Unidos. Monatte y Rosmer serían desde entonces fieles amigos.
A partir de 1912, Rosmer colabora igualmente en la Batalla sindicalista donde reemplaza a Amédée Dunois. El amante del teatro se convierte entonces en cronista parlamentario, donde critica los discursos «très Comédie Française». Es tan severo con la elocuencia verbal de los parlamentarios como con el desaliño de algunos medios anarquistas.
Su interés por los problemas internacionales le condujo a efectuar numerosos viajes, a Inglaterra, a Suiza, a Bélgica, para asistir a congresos o seguir huelgas y encontrarse con militantes. En 1913, es enviado a la Conferencia Sindicalista Internacional se celebra en Londres. La CGT y la VO, en desacuerdo con la creación de una Internacional de ese tipo, se niegan a participar oficialmente. Rosmer siempre se mostró curioso por encontrarse con militantes extranjeros.

### La guerra
A raíz de la declaración de guerra de 1914, Rosmer y Pierre Monatte se muestran en desacuerdo con la política de la unión sagrada. Rechazan someter a la censura la VO, que cesa de publicarse. Rosmer es movilizado, aunque permanece cerca de París y puede seguir con sus actividades militantes. Siempre de la mano de Monatte se convierte en el alma de un pequeño grupo internacionalista. Organiza la difusión clandestina del Au-dessus de la mêlée publicado en Suiza, de Romain Rolland. Es en esta época cuando entabla amistad con los militantes rusos exiliados en París, en particular con Trotski y Martov, que iban a las reuniones de la VO. Casi cada domingo, Rosmer pasaba el día en una de las viviendas parisinas de Trotski.
No pudo acudir a la conferencia de Zimmerwald que reunió fuera de las estructuras tradicionales a sindicalistas y socialistas. Es allí donde se crea el "Comité para la recuperación de las relaciones internacionales". Rosmer participa en las reuniones del grupo y firma con Trotski, el 29 de febrero de 1916, en el Boletín de Zimmerwald, un manifiesto afirmando claramente la necesidad de una nueva Internacional.
En esta época cuando conoce en una reunión pacifista a Marguerite Thevenet que será su compañera hasta su muerte.

### El Comité de la IIIa Internacional
À partir de 1917, apoya la revolución rusa y se emplea con resolución en la difusión de las publicaciones bolcheviques. Siempre de acuerdo con Monatte, defiende la línea de un movimiento internacionalista respaldado por un sindicalismo revolucionario.
La Vie ouvrière reapareció el 30 de abril de 1919. En el congreso de la CGT de Lyon al que asiste y donde rendirá cuentas, el discurso de Monnate trazará el programa de la minoría sindicalista.
El "Comité para la recuperación de las relaciones internacionales", se convierte en mayo de 1920 en el "Comité de la IIIa Internacional" que delega a Rosmer a Moscú para el 2.º Congreso de la Tercera Internacional que será llamada a partir de entonces "Internacional Comunista". Rosmer permaneció en Rusia diecisiete meses durante los cuales frecuentará a todos los dirigentes bolcheviques, sobre todo a Trotski y Lenin, y a los dirigentes de la Internacional Comunista como Grigori Zinóviev, con quien los encuentros serán en ocasiones tensos. Es admitido al Comité Ejecutivo de la Internacional Comunista, presidiendo la Comisión de problemas internacionales en varias ocasiones y en la comisión sindical. Entra en el petit buró del comité ejecutivo al lado de Karl Radek, Nikolái Bujarín y Béla Kun. Su toma de posición due limpia. En las discusiones internas, respecto a divergencias tácticas u otras más profundas, no intentó exponerlas al exterior, no quería anular la acción de la Internacional Comunista con la que estaba de acuerdo en los puntos esenciales.
Rosmer aprueba globalmente la política de los bolcheviques, sin minimizar las dificultades de la revolución en los artículos que el envía a la prensa. No se muestra en desacuerdo con la represión de Kronstadt y no cree en la posibilidad de un asesinato de los otros delegados franceses, Vergeat, Lepetit y Lefebvre, misteriosamente desaparecidos en el Gran Norte, cuando intentaban volver a Francia por Murmansk. Christian Gras apunta que será un asunto doloroso para el resto de su vida.
El antiguo anarquista acepta igualmente la necesidad de la dictadura del proletariado, radicalmente diferente al socialismo parlamentario. Su presencia en Moscú, le impide participar directamente en la participación del Congreso de Tours, pero Monatte, que no se ha adherido aún a un partido, y Rosmer, son más próximos a los militantes del Comité de la Tercera Internacional (Fernand Loriot, Boris Souvarine…), que a Frossard o Cachin, los dos dirigentes « centristas » de la joven Sección Francesa de la Internacional Comunista (SFIC, más tarde rebautizada como « Partido Comunista francés »).

### Creación de la Internacional Sindical Roja
En julio de 1921, Rosmer participa en el congreso contitutivo de la Internacional sindical roja (ISR). La cuestión de las relaciones entre las dos internacionales es extremadamente delicada. Para los anarcosindicalistas, el sindicato es la herramienta primordial para llevar a cabo con éxito una revolución obrera, al contrario de la visión leninista en la que prima el partido. Rosmer se decide por un discurso hábil: ya que la mayoría de los delegados está a favor de la colaboración entre las dos internacionales, esta cooperación debe de ser aceptable. Los partidos se bebían acercar a los sindicatos revolucionarios. Esto implica un nexo y no una subordinación. Pero un delegado ruso, Alexei Losovski presentó un texto que preveía una relación orgánica obligatoria entre partido y sindicato. Rosmer no pudo más que reemplazar "obligatoria" por "altamente deseable".

### Creación de la CGTU
A finales de 1921 Rosmer es reemplazado por Borís Souvarine como representante francés en el seno de la IC. Vuelve a Francia, pero regresará a Moscú en varias ocasiones entre 1922 y 1924.
En julio de 1921, el congreso de Lille de la CGT había visto enfrentarse a las mayorías reformistas con las minorías revolucionarias. La escisión es inevitable. A su vuelta a Francia participa en el congreso de los minoritarios de diciembre de 1921. Defiende el principio de una Internacional única, enfrentándose excepcionalmente a Monnate, hostil a la conexión entre las dos Internacionales. Cuando Monnate se retira de la dirección de La Vie ouvrière, se hace reemplazar por Gaston Monmousseau, que era más favorable a la independencia del sindicalismo. En julio de 1922, los minoritarios se reúnen para el primer congreso de la CGTU en el que Rosmer obtiene finalmente la afiliación a la ISR.

### Miembro delpolitburóde la Sección Francesa de la Internacional Comunista
A su regreso de Moscú Rosmer se adhiere al nuevo partido salido del Congreso de Tours, la SFIC, futuro Partido Comunista de Francia. Rápidamente adquiere responsabilidades. Se sitúa en la izquierda del partido, al lado de Suvarin, por lo que se convierte en miembro del Comité director tras el 4.º Congreso de la Internacional Comunista en diciembre de 1922. A continuación es elegido para el buró político en enero de 1923 y reelegido en el Congreso de Lyon en enero de 1924. De hecho Rosmer nunca ejerció funciones de primera importancia en el seno de la SFIC. No conservó mucho tiempo el puesto de secretario general de la Humanidad, para el cual si estaba bien preparado.
En Moscú se opuso a Zinóviev, y en París, se opuso naturalmente a Albert Treint, el hombre que Zinóviev había nombrado como cosecretario del buró político desde 1922. Treint dirigió una campaña contra los "derechistas". El 18 de marzo de 1924, Rosmer se abstuvo en el Comité director en la votación sobre las tesis de Treint, en las que Monatte y Suvarin votaron en contra.
Fue en el 5.º Congreso de la Internacional Comunista cuando Rosmer toma realmente conciencia de la situación, de la verosímil eliminación de Trotski, del triunfo zinovievista y, por tanto, del grupo de Treint, que entra con fuerza en el Comité Ejecutivo de la Internacional Comunista. De regreso a París hace circular las notas de Lenin (el Testamento de Lenin), por lo que tuvo que dar explicaciones al buró político, por haber hecho circular chismes. Monatte y Rosmer son entonces excluidos del buró en octubre de 1924. Una conferencia nacional extraordinaria les acusa de «frosardismo grosero, individualismo anarquizante, trotskismo mal afinado».

### La vida tras el Partido (1925-1940)
Monatte y Rosmer llevan a cabo un combate común en una publicación sindicalista-comunista, La Révolution prolétarienne. Trotski les pide que sean soldados del partido desde la revista, dirigiéndose al Ejecutivo del Komintern para que revise su asunto.
De hecho Rosmer se convierte cada vez más en un crítico de la Internacional Comunista y del régimen soviético que «vuelve la espalda al comunismo y crea nuevas clases privilegiadas». Monatte retoma su antiguo oficio de corrector de imprenta y milita en la base del sindicato de los correctores. Rosmer también se hace corrector, pero privilegia la acción política. Cuando Trotski es expulsado a Turquía, en 1928, Alfred y Marguerite Rosmer le apoyan e intentan organizar una guardia para impedir un asesinato y obtener las visas para los países más seguros. Rosmer se ocupa igualmente de vender los artículos de Trotski en la gran prensa.
En 1929, es nombrado redactor en jefe de un semanario La Vérité  y en 1930, participa en la creación de una organización, la Liga Comunista de Francia. Aparecerían muy pronto divergencias entre los líderes, Maurice Dommanget, Raymond Molinier, Rosmer y Pierre Naville. Desaprobado por Trotski en cuanto al papel de Molinier, Rosmer dimite de la Liga en diciembre de 1930, abandonando toda colaboración con La Verité cuando Trotski no se retracta de las acusaciones de malversaciones que Molinier profesa en su encuentro en 1931.
Apoya al pequeño grupo trotskista disidente La Gauche communiste, próximo a la mayoría de la Federación unitaria de la enseñanza (Éscuela emancipada) y se lanza a la escritura de una monumental Historia del movimiento obrero durante la guerra, cuyo tomo I se publica en 1936. Al margen de su trabajo de corrector, que se asegura ingresos suficientes para llevar una vida simple a la ciudad jardín de Les Lilas, Marguerite aporta igualmente sus ingresos como animadora en una colonia de vacaciones y como visitadora médica. La pareja efectúa varios viajes al extranjero, por ejemplo a España en 1936 donde puede ver la lucha entre loa estalinistas contra los opositores. Además de la redacción de su Historia del movimiento obrero durante la guerra, denuncia los crímenes estalinistas en los asuntos Andrès Nin, Kurt Landau e Ignace Reiss.
Rosmer renueva los vínculos con Trotski en el momento de los procesos de Moscú. La amistad personal sobrevive a los desacuerdos políticos. Participa en los trabajos de los Comités de estudios sobre los procesos de Moscú. Anima al comité francés y forma parte de los diez miembros de la comisión de encuesta presentada por el comité americano. Va por este motivo en 1937 a los Estados Unidos a recoger testimonios y colabora en la representación Not guilty !. En las reuniones en las que participa, tanto en los Estados Unidos como en Francia, debe naturalmente afrontar la hostilidad de los estalinistas.
Rosmer queda mientras tanto al margen de las organizaciones trotskistas. A raíz de la Conferencia constituyente de la Cuarta Internacional, en noviembre de 1938, presta su casa, pero no participa. Tras la partida de Trotski para México, designa a Rosmer como el tutor de su nieto Sieva. En 1939, Alfred y Marguerite se encargan de llevar a Sieva a Coyoacán, donde reside el abuelo y, en junio de 1940, viajan a los Estados Unidos.

### La vida tras el Partido (1940-1964)
Los Rosmer permanecen en los Estados Unidos hasta 1946 realiza correcciones de la Biblia y Marguerite da lecciones de francés. Viajan mucho, manteniendo pocos contactos con los franceses en Estados Unidos, con la excepción de Borís y Françoise Suvarin.
Al volver a Francia en verano de 1946, en el marco de la unanimidad nacional de la Francia de posguerra, se encuentra en pleno acuerdo con los amigos de la Révolution Prolétarienne. Retoma su trabajo de corrector en Gallimard y Grasset y en la prensa cotidiana.
La pareja Rosmer efectúa siempre numerosos viajes, sobre todo a Yugoslavia, tras la ruptura Tito-Stalin.
En 1949 reúne sus recuerdos sobre su actividad en la Internacional Comunista en la obra Moscú bajo Lenin. Le cuesta encontrar un editor y no puede publicar la obra hasta 1953 gracias al apoyo de Albert Camus que prefacia el libro. En 1959, con la ayuda de una venta por suscripción, publica el tomo II de la Histoire du mouvement ouvrier de Zimmerwald à la Révolution russe. Nunca finalizaría el tomo III. En contra de las guerras coloniales firma el Manifiesto de los 121.
En 1960 muere Monatte y en 1962 Marguerite. Su actividad intelectual se desarrolló intensamente, tanto en los trabajos de investigación para el tomo III como en la redacción de prefacios para las obras de Trotski. 
Fallece el 5 de mayo de 1964 en el hospital Albert-Chennevier en Créteil.

## Publicaciones
- Le Mouvement Ouvrier pendant la guerre, tome I, De l'Union sacrée à Zimmerwald, Librairie du Travail, 1936, reedición Editions d'Avron distriida por « les bons caractères ».
- Le Mouvement Ouvrier pendant la guerre, tome II, De Zimmerwald à la Révolution Russe, Mouton, 1959, reedición Editions d'Avron distribuida por « les bons caractères ».
- Moscou sous Lénine, Pierre Horay, 1953, réédition. F. Maspero, 1970, reedición. Les bons caractères, 2009
- Correspondance Rosmer-Trotsky, Gallimard, 1982.